# Spoorlijn Étampes - Beaune-la-Rolande
De spoorlijn Étampes - Beaune-la-Rolande is een Franse spoorlijn van Étampes naar Beaune-la-Rolande. De lijn is 57,9 km lang en heeft als lijnnummer 684 000.

## Geschiedenis
De lijn werd in gedeeltes geopend door de Compagnie du chemin de fer de Paris à Orléans, van Étampes naar Pithiviers op 19 februari 1905 en van Pithiviers naar Beaune-la-Rolande op 27 oktober 1902.
Personenvervoer tussen Pithiviers en Beaune-la-Rolande werd opgeheven op 15 mei 1939. Tussen Étampes en Pithiviers was er personenvervoer tot 4 november 1969. Op 27 september 1970 werd op het gedeelte tussen Étampes en Saint-Martin-d'Étampes het personenvervoer opnieuw ingevoerd.

## Treindiensten

### Réseau express régional
Op het traject rijdt het Réseau express régional de volgende routes:
| Serie | Treinsoort | Route | Bijzonderheden |
| ----- | ---------- | --- | -------------- |
| RER C | RER (SNCF) | [ Pontoise – Montigny - Beauchamp – Porte de Clichy – ] / [ [ Saint-Quentin-en-Yvelines - Montigny-le-Bretonneux – Versailles-Chantiers – ] / [ Versailles-Château-Rive-Gauche – ] Chaville - Vélizy – Pont du Garigliano – ] Pont de l'Alma – Invalides – Musée d'Orsay – Paris-Austerlitz – Bibliothèque François Mitterrand – [ [ Pont-de-Rungis - Aéroport d'Orly – Massy - Verrières – ] / [ Juvisy – ] Massy-Palaiseau – Versailles-Chantiers – Saint-Quentin-en-Yvelines - Montigny-le-Bretonneux ] ] / [ Juvisy – Brétigny – [ Étampes – Saint-Martin-d'Étampes ] / [ Dourdan – Dourdan - La Forêt ] ] |                |

## Aansluitingen
In de volgende plaatsen was er een aansluiting op de volgende spoorlijnen:
Étampes
RFN 549 000, spoorlijn tussen Étampes en Auneau-Embranchement
RFN 570 000, spoorlijn tussen Paris-Austerlitz en Bordeaux-Saint-Jean
RFN 570 906, bedieningsspoor van ZI Étampes
Pithiviers
RFN 683 000, spoorlijn tussen Les Aubrais-Orléans en Malesherbes
Beaune-La-Rolande
RFN 682 000, spoorlijn tussen Auxy-Juranville en Bourges

## Elektrische tractie
In 1970 werd de lijn tussen Étampes en Saint-Martin-d'Étampes geëlektrificeerd met een spanning van 1500 volt.

## Galerij

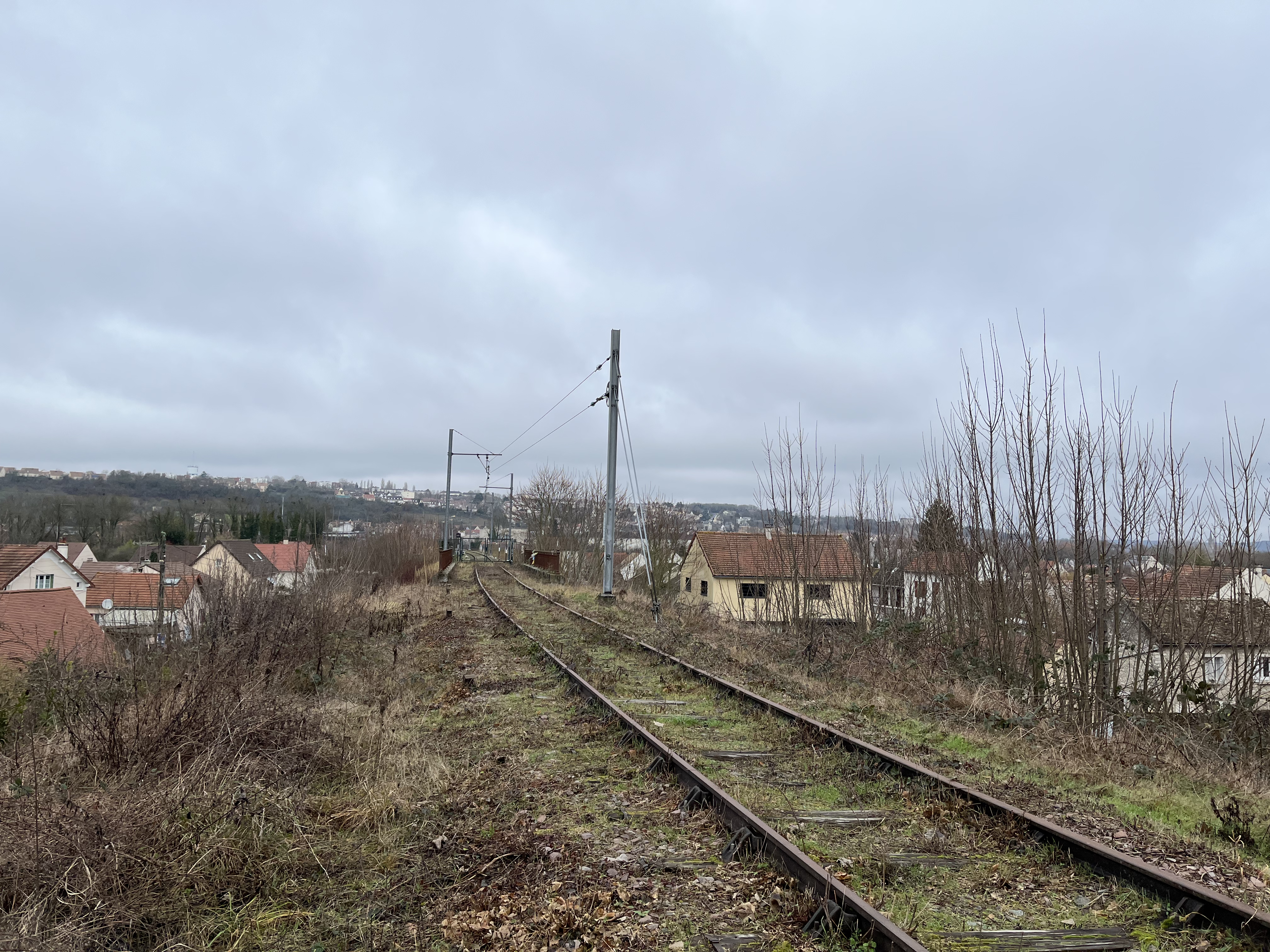
Eindpiunt van het geëxploiteerde gedeelte bij Saint-Martin-d'Étampes.
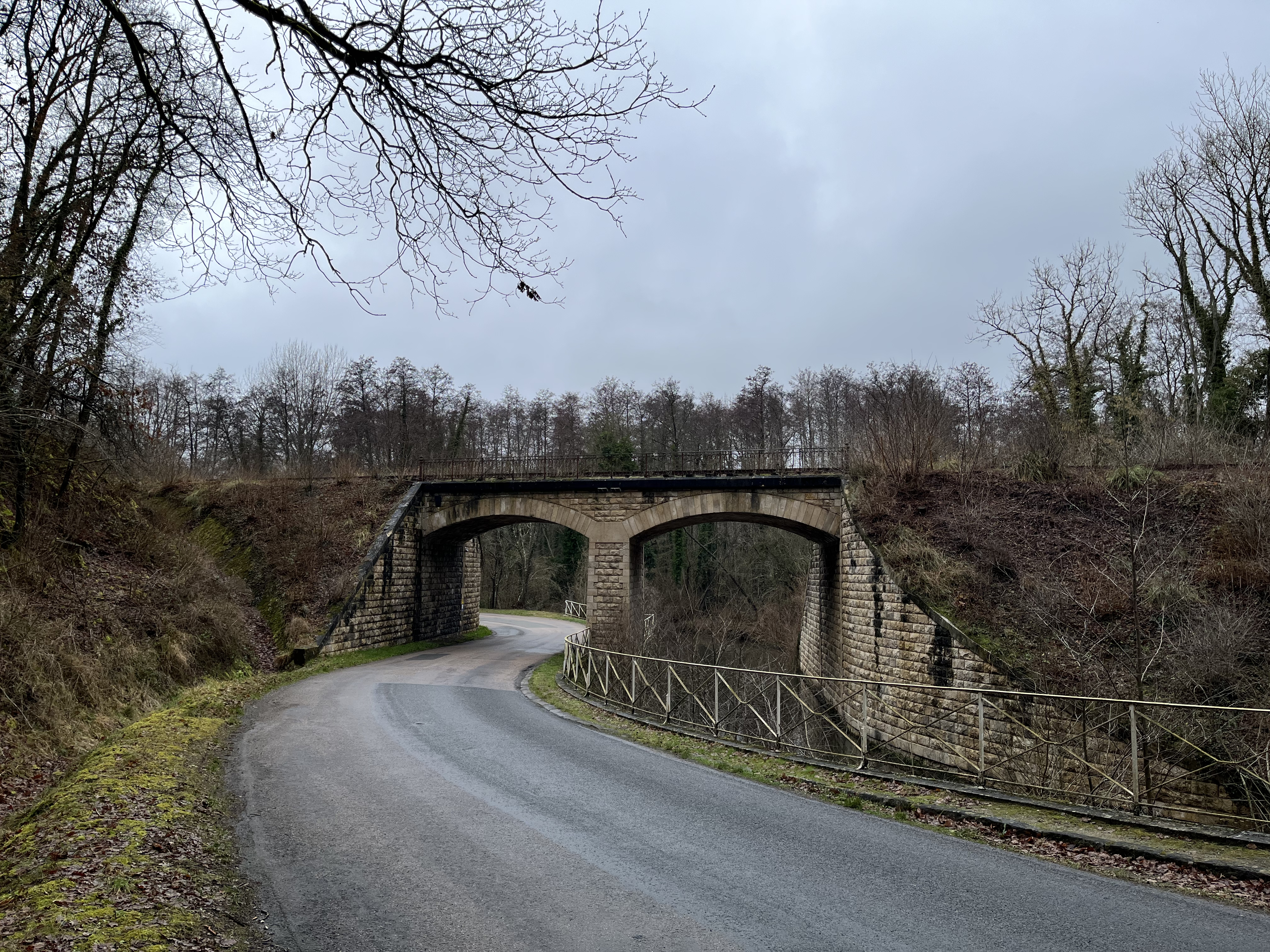
Spoorbrug over de Juine.
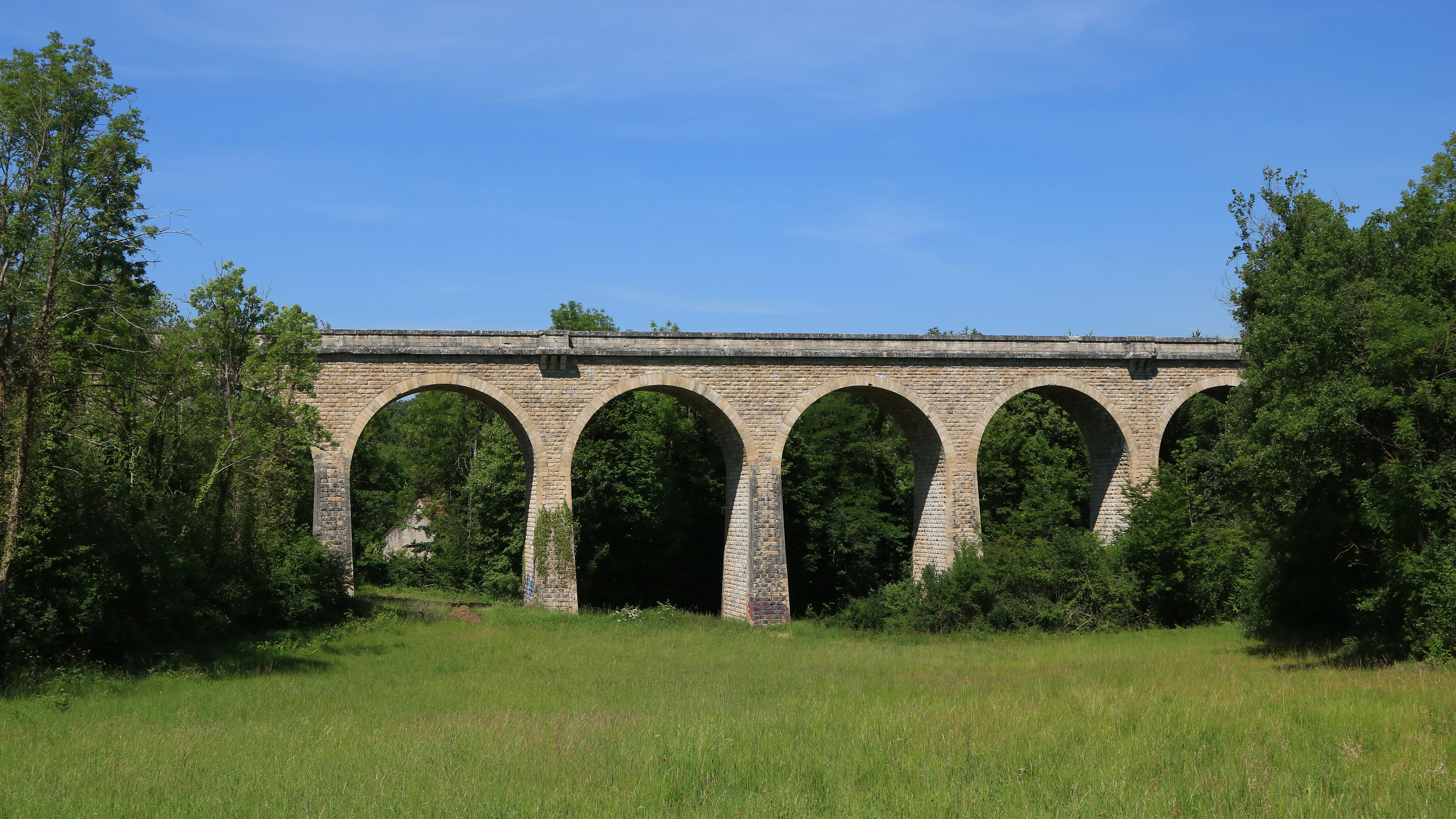
Viaduct van Saclas.
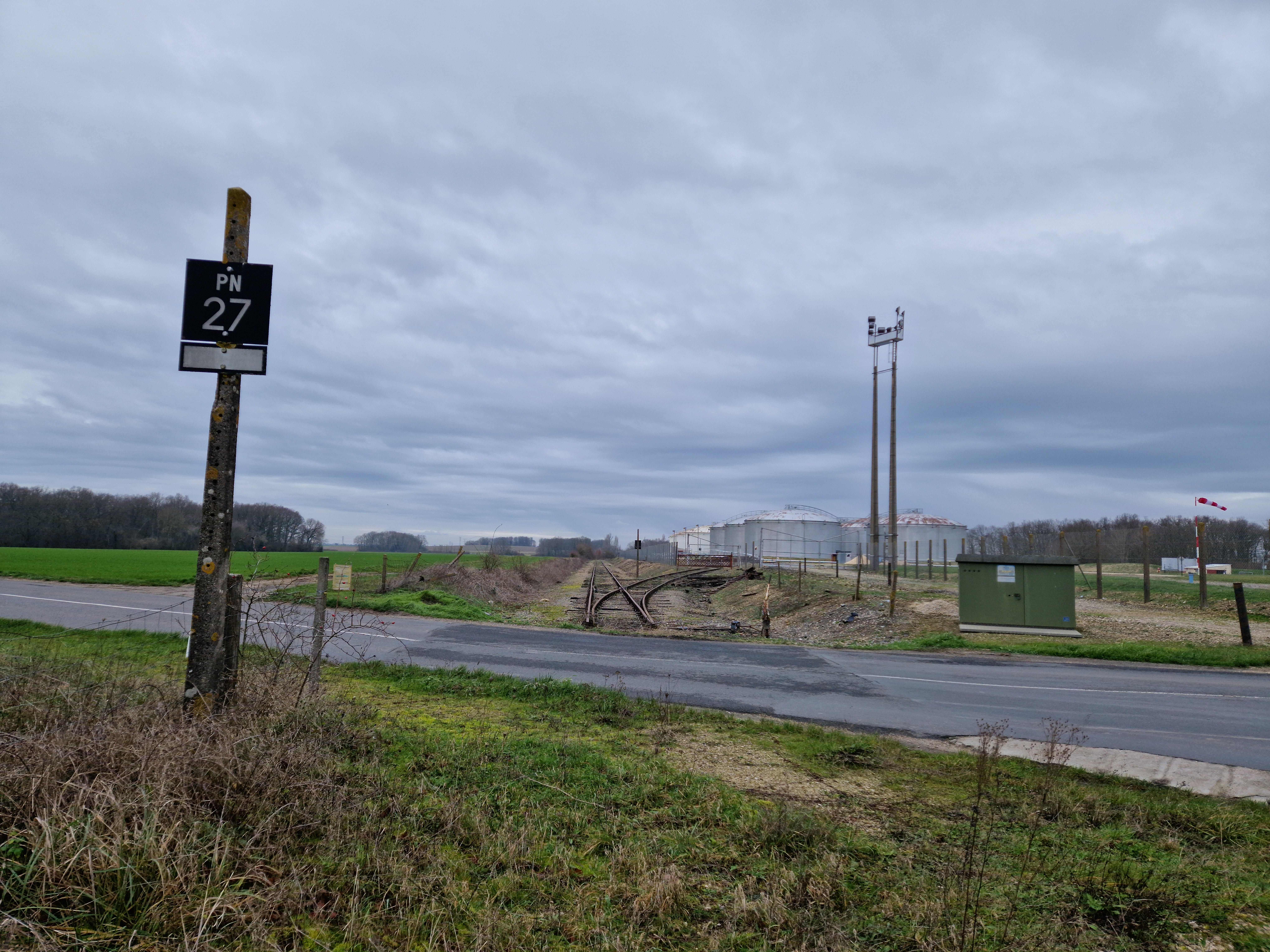
Aansluiting Varos in Beaune-la-Rolande.